# Аржентински костур
Аржентинският костур (Acanthistius brasilianus) е вид лъчеперка от семейство Serranidae.

## Разпространение и местообитание
Видът е разпространен в Аржентина, Бразилия и Уругвай.
Среща се на дълбочина от 22 до 445 m, при температура на водата от 6,4 до 17,9 °C и соленост 33,2 – 36 ‰.

## Описание
На дължина достигат до 60 cm.